# 류단 (1972년)
류단(중국어 간체자: 刘丹, 정체자: 劉丹, 병음: Liú Dān, 한자음: 유단, 1972년 11월 10일 ~ 2000년 1월 30일)은 중화인민공화국의 배우이다.

## 생애
8세 때였던 1983년 영화 《상해탄》(上海灘)으로 배우로 데뷔하였다. 
2000년 1월 30일 광둥성 선전시에서 시상식 참석을 위해 주훙자와 함께 탑승한 택시가 가드레일을 들이박는 교통 사고로 인해 사망하였다.